# Ricardo Lavalle (político)
Ricardo Cipriano Lavalle ( Buenos Aires, 23 de noviembre de 1830 - Tigre (Buenos Aires), 6 de abril de 1911) fue un estanciero, banquero y político de Argentina. Se distinguió por fundar y presidir la Unión Nacional, partido transversal creado para impulsar la presidencia de Roque Sáenz Peña en las elecciones presidenciales de 1910, que realizó un cambio histórico en el sistema político argentino al aprobar la Ley de Sufragio Secreto y Obligatorio para Varones. Una localidad de la provincia de La Pampa lleva su nombre en su memoria. 

## Biografía
Ricardo Lavalle nació en Buenos Aires el 29 de noviembre de 1830. Era sobrino del general Juan Lavalle, del Partido Unitario. Adhirió al Partido Unitario y combatió en las Guerras civiles argentinas, participando de las batallas de Cepeda y Pavón, así como en la Guerra del Paraguay (1864-1870). De vuelta en Argentina, fue elegido diputado de la Legislatura bonaerense, siendo designado presidente del cuerpo en 1874. Integró la comisión que repatrió los restos del general José de San Martín y construyó su mausoleo ubicado en la Catedral de Buenos Aires. En 1877 fue elegido senador provincial y en 1878 fue elegido diputado nacional por la provincia de Buenos Aires. Fue presidente del Banco de la Provincia de Buenos Aires y del Instituto Mercantil. Integró el directorio del Banco Nación y presidió la Bolsa de Comercio de Buenos Aires.
En 1909 fue fundador del partido Unión Nacional, del cual fue elegido presidente. El partido impulsó y logró la elección de Roque Sáenz Peña como presidente de Argentina en las elecciones presidenciales de 1910, que realizó un cambio histórico en el sistema político argentino al aprobar la Ley de Sufragio Secreto y Obligatorio para Varones. El presidente Sáenz Peña lo designó embajador en Chile para asistir al cambio de gobierno. Murió al año siguiente, el 6 de abril de 1911.